# Mancomunitat Intermunicipal Quart-Benàger
La Mancomunitat Intermunicipal Quart-Benàger és una mancomunitat de municipis de la comarca de l'Horta Sud (País Valencià). Aglomera 7 municipis i 229.682 habitants, en una extensió de 137,60 km². Actualment (2007) la mancomunitat és presidida per Carmen Martínez Ramírez, del PSPV-PSOE i regidora de l'Ajuntament de Quart de Poblet.
Les seues competències són:
- Centre de Formació Professional
- Desinfecció i desinfestació
- Extinció d'incendis
- Neteja viària i recollida de fem
- Seguretat

Els pobles que formen la mancomunitat són:
- Alaquàs
- Aldaia
- Quart de Poblet
- Xirivella
- Manises
- Mislata
- Torrent